# Lithobius peggauensis
Lithobius peggauensis är en mångfotingart som beskrevs av Karl Wilhelm Verhoeff 1937. Lithobius peggauensis ingår i släktet Lithobius och familjen stenkrypare.
Artens utbredningsområde är:
- Österrike.
- Slovakien.

Inga underarter finns listade i Catalogue of Life.